# Жан Креспін
Жан Креспін (Іоанн Кріспін, фр. Jean Crespin; 1520 — 1572) — історик церкви й видавець.
Був адвокатом спочатку в Аррасі, потім в Парижі. Під впливом Теодора Бези звернувся до вивчення богослов'я й переселився в Женеву. Його твори: «Історія церкви з апостольських часів» (фр. «L'histoire de l'eglise depuis les Apotres», 1562) і «Книга мучеників» (фр. «Martyrologe», пережили кілька видань із 1564). Виступив також видавцем значної кількості релігійних і наукових книг.